# Douglas-Inseln
Die Douglas-Inseln sind zwei kleine Inseln vor der Mawson-Küste des ostantarktischen Mac-Robertson-Lands. Sie liegen 19 km nordwestlich des Kap Daly.
Teilnehmer der British Australian and New Zealand Antarctic Research Expedition (1929–1931) unter der Leitung des australischen Polarforschers Douglas Mawson entdeckten und benannten sie. Namensgeber ist Percy Douglas (1876–1939), Hydrograph der Royal Navy und späterer Vorsitzender der Kommission zur British Graham Land Expedition (1934–1937) unter der Leitung des australischen Polarforschers John Rymill. Anhand von Luftaufnahmen wurden die Inseln zunächst bei 66° 40′ S, 64° 30′ O verortet, ab 1931 bei 67° 20′ S, 63° 32′ O. Eine Schlittenmannschaft um den deutsch-australischen Geologen Peter Wolfgang Israel Crohn (1925–2015) konnte 1956 im Rahmen der Australian National Antarctic Research Expeditions in keiner der genannten Positionen die Inseln identifizieren und übertrug die Benennung auf die hier beschriebenen Inseln.